# نوک‌مومی سیندرلا

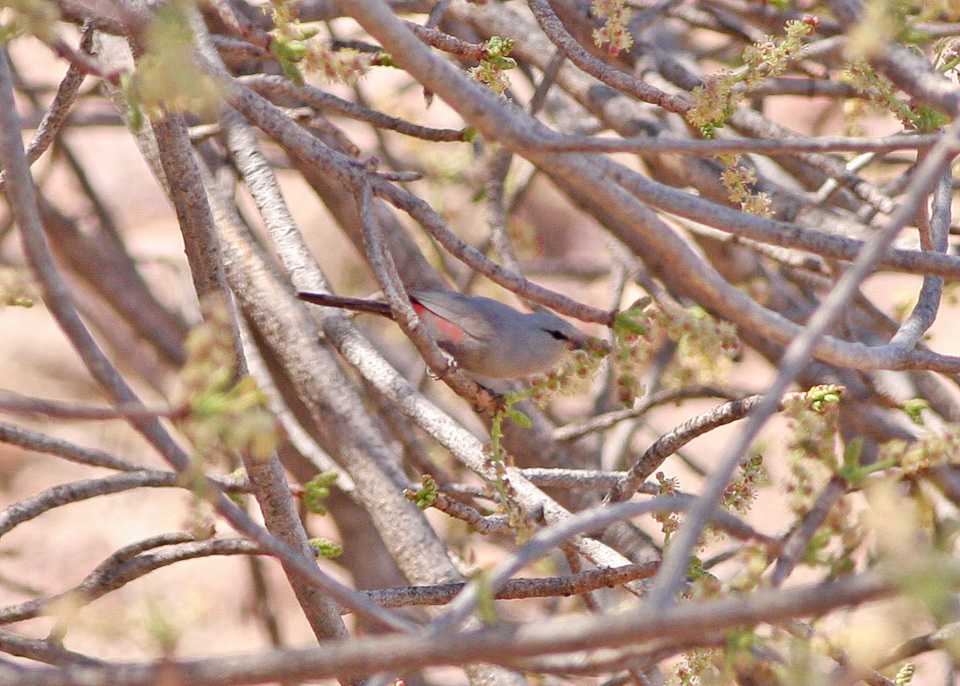
نوک‌مومی سیندرلا

نوک‌مومی سیندرلا (نام علمی: Estrilda thomensis) نام یک گونه از سرده نوک‌مومی است.